# آکانتوز نیگریکانس
آکانتوز نیگریکانس (به انگلیسی: Acanthosis nigricans) نوعی شرایط پوستی می‌باشد که نشانهٔ آن تیرگی و مخمل شدگی در چین‌های بدن است. در محل‌های چین خورده پوست، رنگ طبیعی تغییر کرده و به قهوه ای و سیاه میل پیدا می‌کند. این عارضه معمولاً در بخش‌هایی از بدن مانند پیچ‌های خلفی و جانبی گردن، زیر بغل، کشاله ران، ناف، پیشانی و مناطق چین خوردهٔ دیگر بدن یافت می‌شود. آکانتوس نیگریکانس با اختلالات غدد درون ریز، به ویژه مقاومت به انسولین و هایپرانسولینمی همراه است، این اختلالات به اختلالات ناشی از دیابت شباهت زیادی دارد. این مسئله گیرنده‌های فاکتور رشد شبه انسولین را فعال می‌کند که منجر به تکثیر کراتینوسیت‌ها، فیبروبلاست‌ها و سایر سلول‌های پوست می‌شود. فعال سازی سایر گیرنده‌های عامل رشد مانند گیرنده‌های فاکتور رشد فیبروبلاست یا گیرنده فاکتور رشد اپیدرمی نیز می‌تواند مسئول باشد.

## نشانه‌ها
ممکن است مناطق ضخیم، مخملی و نسبتاً تیره ای از پوست در گردن، زیر بغل و چین‌های پوست ظاهر شود. که عموماً با سفت شدگی و دردناک شدن این بخش‌ها قابل تشخیص است.

## دلایل و علت ایجاد
این بیماری معمولاً در افراد زیر ۴۰ سال رخ می‌دهد، ممکن است از نظر ژنتیکی ارثی یا به دلیل چاقی یا اختلال در غدد درون ریز مانند کم‌کاری تیروئید، آکرومگالی، سندرم تخمدان پلی‌کیستیک، دیابت مقاوم به انسولین یا بیماری کوشینگ ایجاد شده باشد.

### نوع اول - ژنتیکی
آکانتوز ژنتیکی: 86  ممکن است در نتیجه یک ویژگی غالب اتوزومی ایجاد شود که در بدو تولد ظاهر یا در دوران کودکی بروز و به مرور زمان رشد می‌کند.

### نوع دوم - غدد درون ریز
سندرم‌های غدد درون ریز مرتبط با آکانتوز نیگریکانس می‌توانند در بسیاری از شرایط به ویژه در موارد مقاومت به انسولین مانند دیابت و سندرم متابولیک آغاز شوند:
- بیماری مقاومت به انسولین مانند دیابت و سندرم متابولیک
- آندروژن‌های در گردش، به ویژه بیماری کوشینگ، آکرومگالی، بیماری تخمدان پلی کیستیک بیماری آدیسون و کم‌کاری تیروئید.
- بیماریهای نادر، از جمله دیابت لیپوآتروفیک، سندرم هایپرپلازی پینه آل، بازوفیلیک هیپوفیز، هایپر نکروز تخمدان، لوتئوم استرومایی، کیست‌های درمی تخمدان، سندرم پرادرویلی و سندرم آلستروم.

آکانتوز نیگریکانس که با اختلالات غدد درون ریز همراه است در ابتدا علائم نامشخص تری را به دنبال دارد و بیشتر اوقات با چاقی همراه است: 676 .

### نوع سوم -مرتبط با دارو
این نوع از بیماری با استفاده از داروهایی مانند اسید نیکوتینیک، استفاده از گلوکوکورتیکوئیدها، قرص‌های ضدبارداری خوراکی ترکیبی و درمان با هورمون رشد مرتبط است.: 86 

### نوع چهارم - چاقی و شبه آکانتوز سیاه شدگی
سطح انسولین بالاتر از حد نرمال در جریان خون باعث رشد پوست تیره در مناطق خاصی از بدن می‌شود.

### نوع پنجم - پارانئوپلاستیک مرتبط با سرطان
این نوع آکانتوز به عنوان سندرم پارانئوپلاستیک همراه با سرطان رخ می‌دهد و بیشتر با آدنوکارسینوم‌های دستگاه گوارش همراه است.: 86 

## درمان
این بیماری به احتمال زیاد در شرایطی بهبود می‌یابد که علت شناخته شده برطرف گردد. به عنوان مثال، آکانتوز نیگریکانس مربوط به چاقی با کاهش وزن بهبود می‌یابد و آکانتوز نیگریکانس ناشی از دارو به احتمال زیاد با قطع مصرف دارو برطرف می‌شود. انواع ژنتیکی آن ممکن است با افزایش سن از بین بروند، و انواع مرتبط با سرطان ممکن است پس از درمان سرطان، درمان شوند.: 87 